# Anglefort
Anglefort település Franciaországban, Ain megyében. Lakosainak száma 1150 fő (2022. január 1.). Anglefort Corbonod, Seyssel, Motz, Serrières-en-Chautagne, Seyssel, Arvière-en-Valromey és Culoz-Béon községekkel határos.

## Népesség
A település népességének változása:
| Lakosok száma | 528  | 714  | 687  | 900  | 1108 | 1133 | 1115 | 1105 | 1101 | 1150 |
|               | 1968 | 1982 | 1990 | 2006 | 2013 | 2015 | 2017 | 2019 | 2020 | 2022 |